# Isosaari (ö i Finland, Kymmenedalen, Kouvola, lat 61,12, long 26,13)
Isosaari är en ö i Finland. Den ligger i sjön Konnivesi och i kommunen Itis i den ekonomiska regionen  Kouvola ekonomiska region  och landskapet Kymmenedalen, i den södra delen av landet, 120 km nordost om huvudstaden Helsingfors. Öns area är 3,55 kvadratkilometer och dess största längd är 3,3 kilometer i nord-sydlig riktning.